# Иоанн де Хесус
Иоанн де Хесус (исп. Juan de Jesús; декабрь 1615, Икод-де-лос-Винос, Канарские острова — 6 февраля 1687, Сан-Кристобаль-де-ла-Лагуна, Канарские острова) — испанским монах-францисканец религиозным и мистиком.

## Биография
Хуан потомок последнего Гуанчи, короля Дауте, которого звали Диего де Бауте. В десять лет он работал учеником бочара в Гарачико. Хозяин плохо обращался с мальчиком и однажды толкнул его в огонь, в результате чего ребёнок потерял глаз. Он научился читать и переехал в город Пуэрто-де-ла-Крус, где начал ощущать мистические явления, в том числе знаменитую левитацию, о которой в летописях говорится, что его видели многие жители города.
В 1646 году он поступил во францисканский монастырь Сан-Хуан-Баутиста в Пуэрто-де-ла-Крус. Позже был переведён в монастырь Сан-Диего, недалеко от города Сан-Кристобаль-де-ла-Лагуна. Там он заслужил репутацию святого за своё смирение, милосердие по отношению к бедным, способность к молитве и видениям. Познакомился с монахиней ао имени Мария де Леон Белло-и-Дельгадо, которой давал много духовных советов. 6 февраля 1687 года Иоанн де Хесус умер в ореоле святости; ему был 71 год.
Похоронен в церкви Сан-Диего, где его почитают. В настоящее время идёт процесс беатификации.